# Almost a Kiss
Pour plus de détails, voir Fiche technique et Distribution.
Almost a Kiss est un court métrage français réalisé par Camille Degeye et sorti en 2022.

## Fiche technique
- Titre : Almost a Kiss
- Réalisation : Camille Degeye
- Scénario : Camille Degeye
- Photographie : Robin Fresson
- Montage : Valentin Féron
- Son : Luc Chessel
- Musique : Frédérick D. Oberland
- Production : Société Acéphale
- Pays de production :  France
- Durée : 29 minutes
- Date de sortie : France - juin 2022 (Festival Côté court de Pantin)[1]

## Distribution
- Camille Degeye
- Annebelle Bouzom
- Pauline Fleau

## Récompenses
- Grand Prix André S. Labarthe - ex aequo / Prix Sacem de la meilleure musique pour

Frédéric D. Oberland au Festival Côté court de Pantin 2022
- Grand Prix Silhouette au Festival Silhouette de Paris 2022[3]